# الگوهای تروریسم جهانی
الگوهای تروریسم جهانی (انگلیسی: Patterns of Global Terrorism) گزارشی است که سالانه تا قبل از ۳۰ آوریل توسط وزارت امور خارجه ایالات متحده منتشر می‌شود. این گزارش با عنوان گزارش‌های مربوط به تروریسم کشورها نامگذاری شده‌است. کنگره از وزیر امور خارجه می‌خواهد که یک برآورد دقیق در موارد زیر تهیه کند:
- کشورهای خارجی که در آن اعمال تروریسم بین‌المللی رخ داده‌است؛
- کدام کشورهای خارجی و چه میزان برای دستگیری، محکومیت و مجازات تروریست‌ها با آمریکا همکاری کرده‌اند؛
- تا چه حد کشورهای خارجی برای جلوگیری از اعمال تروریستی با آمریکا همکاری می‌کنند؛ و
- فعالیت‌های گروهای تروریستی که مسئول آدم‌ربایی یا مرگ شهروندان آمریکایی است.

تعریف دقیق الزامات این گزارش در فصل ۲۲، بخش 2656f کد ایالات متحده آمریکا است.
تنها نسخه چاپی کامل، فهرست شده، به روز شده و تکمیل شده با نقشه‌ها و جداول، گزارش‌های سالهای ۱۹۸۵–۲۰۰۵، توسط گروه انتشارات برکشایر در سال ۲۰۰۵ منتشر شد.

## خلاصه‌ها
هر گزارش شامل یک خلاصه آماری کوتاه است. در جدول بالا خلاصه‌ای از اقدامات تروریستی بین‌المللی که هر ساله از سال ۱۹۹۵ گزارش شده‌است آورده شده‌است. شمار کشته شدگان و مجروحین از این اقدامات نیز در جدول ذکر شده‌است.
لیست زیر شامل جداول گزارش است که مشخص می‌کند هر جدول شامل چه محتوایی است. توجه داشته باشید که در برخی از آمارها بعد از انتشار اولیه این گزارش تجدید نظر می‌شوند، لذا برخی از اعداد مورد استفاده با آنچه که در ابتدای گزارش آمده ممکن است متفاوت باشد.
- ۲۰۰۴: این گزارش دیگر پس از آن که روش کار توسط دولت بوش-چنی به چالش کشیده شد، به صورت عمومی منتشر نشد، در حالی که ادعا می‌شد که بیشترین میزان فعالیت تروریستی در نوزده سال گذشته بوده‌است. گزارش جدیدی تهیه شده‌است که به نام گزارش مربوط به تروریسم کشورها است که تروریسم را از طریق منطقه مشخص می‌کند، اما آمار یا تاریخچه‌ای را ارائه نمی‌دهد. در یک کنفرانس مطبوعاتی،[۲] وزارت امور خارجه اعلام کرد که در حملات تروریستی ۹۰۷ نفر کشته و ۹٬۳۰۰ نفر زخمی شده‌اند که بالاترین میزان تلفات تاکنون بوده‌است یک وقایع نگار رویدادهای تروریستی توسط مرکز ملی مبارزه با تروریسم منتشر شده‌است. (که در اینجا می‌توانید بخوانید)
- ۲۰۰۳: در سال ۲۰۰۳، ۲۰۸ اقدام تروریستی بین‌المللی وجود داشت، افزایش کمی از آخرین آمار منتشر شده که ۱۹۸ حمله در سال ۲۰۰۲ داشت و کاهش ۴۲ درصدی نسبت به سال ۲۰۰۱ که ۳۵۵ حمله بود. در حملات سال ۲۰۰۳ تعداد ۶۲۵ نفر کشته شدند که کمتر از ۷۲۵ کشته در سال ۲۰۰۲ بوده‌است. در حملات که در سال ۲۰۰۳ رخ داد، ۳۶۴۶ نفر زخمی شدند و افزایش شدیدی نسبت به ۲۰۱۳ زخمی که در سال گذشته زخمی شده بود داشت. این افزایش نشان دهنده حملات بی‌نظیر متعددی در سال ۲۰۰۳ بر روی «اهداف نرم» مانند مکان‌های عبادت، هتل‌ها و مناطق تجاری است که هدف از آن تولید تلفات جمعی بود.

## مشکلات مربوط به گزارش ۲۰۰۳
گزارش سال ۲۰۰۳ دو بار منتشر شد، در ماه آوریل و ژوئن سال ۲۰۰۴. در نسخه آوریل ۲۹ قائم مقام وزیر امور خارجه ایالات متحده آمریکا، ریچارد آرمیتاژ گفت:
تروریسم همچنان برای نابود کردن زندگی مردم در سراسر جهان ادامه دارد؛ و این گزارش که امروز منتشر می‌کنیم، «الگوهای تروریسم جهانی: ۲۰۰۳»، عناوین غم‌انگیز این حملات را در سال گذشته نشان می‌دهد. این گزارش همچنین جزئیات اقدامات ایالات متحده و ۹۲ کشور دیگر در سال ۲۰۰۳ را برای مبارزه و حمایت از مردم را در بر می‌گیرد. در واقع، در این صفحات، شواهدی روشن از این که در مبارزه با تروریسم مسلط هستیم، نشان داده می‌شود.
در ۱۰ ژوئن ۲۰۰۴، چند هفته پس از چالش‌های دو استاد (آلن کروگر از دانشگاه پرینستون و دیوید لایتین از دانشگاه استنفورد) و نماینده کنگره هنری وکسمن، وزارت امور خارجه اعلام کرد که گزارش قبلی سال ۲۰۰۳ که منتشر شده بود به‌طور کامل ناقص و نادرست است.
تجدیدنظرهای منتشر شده دوازده روز پس از آن شامل تغییرات قابل توجهی بود، از جمله دو برابر شدن تعداد کشته و زخمی که در نسخه آوریل ۲۰۰۴ ذکر شده بود. در اینجا نمونه‌هایی از بخش «سال در مرور» آمده‌است:
در نوامبر سال ۲۰۰۴، اخبار مربوط به یک گزارش داخلی از دفتر بازرس کل وزارت امور خارجه به لس‌آنجلس تایمز رسید. این گزارش خطاهای بیشتر از گزارش سال ۲۰۰۳ را برشمرد و نتیجه گرفت که حتی نسخه ژوئن «به دلیل آمار قابل ملاحظه‌ای در مورد حملات تروریستی و تلفات، و همچنین مسائل دیگر، قابل اعتماد نیست.»